# Radiotelevizija Federacije Bosne i Hercegovine
Die Radiotelevizija Federacije Bosne i Hercegovine (deutsch: Rundfunk und Fernsehen der Föderation Bosnien und Herzegowina; Abkürzung RTVFBiH) ist die öffentlich-rechtliche Rundfunkanstalt der Föderation Bosnien und Herzegowina. Sie entstand 2001 bei der Umstrukturierung der Anstalt Radio-televizija Bosne i Hercegovine.

## Verwaltung
Erster Generaldirektor der RTVFBiH war Jasmin Duraković. Seit Mai 2008 ist Džemal Šabić Generaldirektor. Die erste Nachrichtensendung wurde zum offiziellen Programmstart am 27. Oktober 2001 ausgestrahlt.
RTVFBiH besteht aus zwei Einheiten:
- Federalni Radio (Rundfunk)
- Federalna televizija (Fernsehen)

## Fernsehen
Empfangen kann man Federalna televizija (FTV) über das analoge terrestrische Fernsehen.
| - Satellit: Eutelsat W2 16°E - Frequenz: 11428,25 MHz - Polarisation: Vertical - Symbol rate: 30.000 Msym/s - FEC: 5/6 - CAS: NDS Videoguard | - Beam: Wide - TS ID: 41100 - Net ID: 366 - SID: 2014 - VPID: 314 - APID: 453 |